# Olga Villi
Olga Villi nome d'arte di Olga Villani (Suzzara, 20 luglio 1922 – Rapallo, 12 agosto 1989) è stata un'attrice italiana.

## Biografia
Lavorò inizialmente come indossatrice per poi debuttare nel secondo dopoguerra nel teatro di rivista accanto ai grandi nomi dell'epoca, come Erminio Macario, Nino Taranto e Anna Magnani. Ma fu grazie al teatro classico che ottenne un enorme e meritato successo. Luchino Visconti le diede la possibilità di lavorare sul grande palcoscenico con un piccolo ruolo ne La quinta colonna di Ernest Hemingway nel 1945. Subito dopo entrò nella compagnia di Rina Morelli e Paolo Stoppa interpretando testi impegnativi, come Antigone di Jean Anouilh.

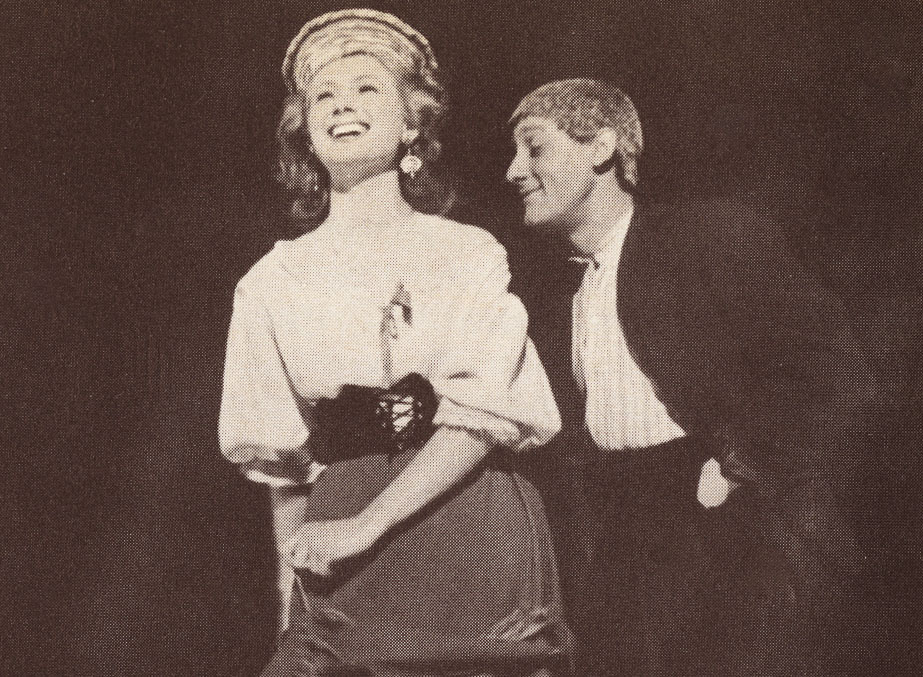
Olga Villi e Alberto Sordi in Ritorna Za-Bum (1943)

Negli anni successivi recitò con le migliori compagnie dell'epoca e si dedicò ben presto al teatro brillante. Sotto la direzione di Luigi Squarzina, nel 1955 interpretò Tè e simpatia, l'anno successivo Ma non è una cosa seria (che le valse il Premio San Genesio) e nel 1957 Tavole separate. In seguito si unì alla compagnia di Gino Cervi, accanto al quale interpretò testi di Shakespeare e Pirandello. Sul grande schermo ebbe i ruoli della protagonista in Yvonne la Nuit, interpretato accanto a Totò, qui in una delle sue pochissime interpretazioni drammatiche (1949) e dell'integerrima signora della borghesia trevigiana in Signore & signori (1966), ruolo che le permise di ottenere un Nastro d'argento.
In televisione prese parte a numerosi sceneggiati, tra cui La donna di quadri accanto a Ubaldo Lay per la serie Il Tenente Sheridan. Nel 1966 tornò in teatro al fianco di Marcello Mastroianni nella commedia musicale Ciao Rudy di Garinei e Giovannini.
Morì a Rapallo il 12 agosto 1989 dopo una lunga malattia, all'età di 67 anni.

## Vita privata
Si sposò due volte: nel 1953, con il nobile Raimondo Lanza di Trabia, suicidatosi un anno dopo il matrimonio (alla vicenda si ispirò Domenico Modugno per Vecchio frac), da cui aveva avuto le figlie Venturella e Raimonda, e nel 1960 con l'industriale e discografico genovese Pino Gualco (da cui ebbe Fabrizio). Da quel momento la sua attività di attrice fu meno intensa. Ebbe anche una relazione col giornalista Bruno Fallaci.

## La commedia musicale
- Il grillo al castello, di Francini, Macario e Rizzo, con Erminio Macario, Olga Villi, Gilberto Mazzi, Ettore Carloni, Oreste Bilancia, Anna Maria Dossena, Adriana Facchetti, musiche Pasquale Frustaci 1943
- Amleto che ne dice?, di Mario Amendola, con Erminio Macario, Olga Villi, Carlo Rizzo, Mario Amendola, musiche P. Frustaci (1943)

## Prosa radiofonica Rai
- Il ratto di Proserpina di Rosso di San Secondo, regia di Alberto Casella, trasmessa nel 1960.

## Prosa televisiva Rai
- Il processo di Mary Dougan, di Bayard Veiller, regia di Claudio Fino (1954)
- Il tempo e la famiglia Conway, di John Boynton Priestley, regia di Mario Landi (1954)
- Rinaldo e Armida, di Jean Cocteau, regia di Alessandro Brissoni (1955)
- Alcesti, di Euripide, regia di Guido Salvini e Antonello Falqui (1956)
- Le allegre comari di Windsor, di Shakespeare, regia di Pietro Sharoff e Alberto Gagliardelli (1959)
- Candida, di George Bernard Shaw, regia di Edmo Fenoglio (1961)
- Come le foglie di Giuseppe Giacosa, regia di Edmo Fenoglio, trasmesso nel programma nazionale il 26 marzo 1965.
- La pulce nell'orecchio, di Georges Feydeau, regia di Luigi Squarzina e Piero Turchetti (1967)
- Un uomo senza volto, di Pierrette Calloi, regia di Leonardo Cortese (1971)
- Maman Colibri, di Henri Bataille, regia di Anton Giulio Majano (1973)
- La corda d'argento, di Sidney Howard, regia di Giuseppe Fina (1975)
- Non è facile uccidere, di Arthur Watkyn, regia di José Quaglio (1983)

## Filmografia
- Arcobaleno, regia di Giorgio Ferroni (1943)
- Macario contro Zagomar, regia di Giorgio Ferroni (1944)
- Felicità perduta, regia di Filippo Walter Ratti (1946)
- Natale al campo 119, regia di Pietro Francisci (1948)
- Una lettera all'alba, regia di Giorgio Bianchi (1948)
- Yvonne la Nuit, regia di Giuseppe Amato (1949)
- Quattro rose rosse, regia di Nunzio Malasomma (1952)
- Canzoni di mezzo secolo, regia di Domenico Paolella (1954)
- Adriana Lecouvreur, regia di Guido Salvini (1955)
- Signore & signori, regia di Pietro Germi (1966)
- Lo squarciagola, regia di Luigi Squarzina - film per la TV (1966)
- Fata Marta, episodio di Le fate, regia di Antonio Pietrangeli (1966)
- Il fischio al naso, regia di Ugo Tognazzi (1967)

## Televisione
- La donna di quadri, sceneggiato, regia di Leonardo Cortese (1967)
- Gioachino Rossini, sceneggiato, regia di Alda Grimaldi (1969)
- Un uomo senza volto, sceneggiato, regia di Leonardo Cortese (1971)
- Ritratto di signora, sceneggiato, regia di Sandro Sequi (1975)

Olga Villi partecipò a tre serie di sketch della rubrica pubblicitaria televisiva Carosello pubblicizzando le cucine Ariston della Merloni:
- dal 1966 al 1969 con Ester Carloni, Daniele Formica e Fulvio Mingozzi;
- nel 1969 con Jacques Herlin;
- nel 1970 con Marina Coffa e Vittorio Artesi.

## Teatro
- Il corvo, di Carlo Gozzi, con Antonio Battistella, Marina Bonfigli, Alberto Bonucci, Giorgio De Lullo, Mario Feliciani, Marcello Moretti, Giulio Stival, Paolo Stoppa, Olga Villi, regia di Giorgio Strehler, Teatro la Fenice di Venezia, 26 settembre 1948.